# ويليام جي. براونينج
ويليام جي. براونينج هو سياسي أمريكي، ولد في 11 أبريل 1850 في Mauricetown, New Jersey ‏ في الولايات المتحدة، وتوفي في 24 مارس 1920 في واشنطن العاصمة في الولايات المتحدة. نشط حزبياً في الحزب الجمهوري. وقد انتخب عضو مجلس النواب الأمريكي ‏.